# Reisberg, Volšperk
Reisberg je naselje v Občini Volšperk v Okraju Volšperk na Koroškem v Avstriji.